# Coelorinchus immaculatus
Coelorinchus immaculatus és una espècie de peix de la família dels macrúrids i de l'ordre dels gadiformes.
Pot atènyer fins a 32 cm de llargària total. És un peix d'aigües profundes que viu entre 340-780 m de fondària, tot i que, normalment, ho fa entre 400-500. Es troba al Xile central.